# Edgard Peetermans
Edgard Marie René Emile Felix Peetermans (Zoutleeuw, 12 juni 1923 - aldaar, 16 september 1991) was een liberaal politicus.

## Levensloop
Tijdens de Tweede Wereldoorlog was hij verzetsstrijder bij de Organisation Militaire Belge de Résistance (OMBR). Na de oorlog was Peetermans legerofficier. Daarna was hij adjunct-directeur in de voedingssector en handelsdirecteur van een kruidenfabriek.
In 1958 werd hij voor de toenmalige Liberale Partij verkozen tot gemeenteraadslid van Zoutleeuw, wat hij bleef tot aan zijn dood in 1991. Van 1977 tot 1988 was hij burgemeester van de gemeente. Ook was hij van 1971 tot 1981 voor de PVV provincieraadslid van Brabant.

## Parlementaire loopbaan
Tussen december 1981 en oktober 1985 was hij in de Senaat gecoöpteerd senator, van oktober 1985 tot december 1987 rechtstreeks verkozen senator voor het arrondissement Leuven en van december 1987 tot aan zijn dood provinciaal senator.
In de periode december 1985-december 1987 had hij als gevolg van het toen bestaande dubbelmandaat ook zitting in de Vlaamse Raad. De Vlaamse Raad was vanaf 21 oktober 1980 de opvolger van de Cultuurraad voor de Nederlandse Cultuurgemeenschap, die op 7 december 1971 werd geïnstalleerd, en was de voorloper van het huidige Vlaams Parlement.  